# Boboc, Buzău
Boboc este un sat în comuna Cochirleanca din județul Buzău, Muntenia, România. Se află în zona de câmpie din estul județului. Numele localității provine de la mocanul vrâncean Radu Boboc, care a construit prima casă a satului. Satul este cunoscut mai ales pentru Școala de Aplicație a Forțelor Aeriene „Aurel Vlaicu”, o școală militară de aviație ce pregătește ofițeri, maiștri militari și subofițeri pentru Forțele Aeriene Române.
În stația Boboc a avut loc în aprilie 1929 un accident feroviar. Trenul accelerat Chișinău-Iași-București a deraiat la intrarea în stație, provocând 10 morți și 60 de răniți, din care mai târziu au mai murit 10 persoane. Din partea guvernului a mers la locul accidentului ministrul Nicolae Alevra, iar din partea CFR subdirectorul Cezar Mereuță.
Între 1931 și 1968, satul Boboc a constituit comuna Boboc, comună ce a făcut parte din 1952 din raionul Buzău al regiunii Buzău și apoi (după 1952) al regiunii Ploiești și a fost desființată în 1968 și inclusă în comuna Cochirleanca.